# آلسیو بوگیاتو
آلسیو بوگیاتو (به انگلیسی: Alessio Boggiatto) (زادهٔ ۱۸ دسامبر ۱۹۸۱) شناگر اهل ایتالیا است.